# ترس سرخ

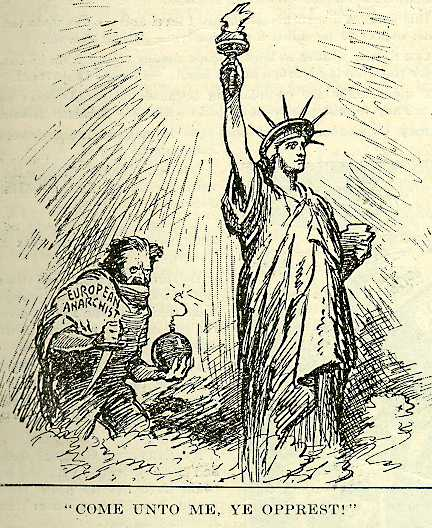
یک آنارشیست اروپایی سعی می‌کند تندیس آزادی را در این کاریکاتور سیاسی ۱۹۱۹ خراب کند.

وحشت سرخ وحشت پراکنی در خصوص اوج‌گیری احتمالی کمونیسم یا چپ گرایی رادیکال است که از سوی ضد-چپگرایان مورد استفاده قرار می‌گیرد. در آمریکا، وحشت سرخ اول در خصوص انقلاب کارگری (سوسیالیستی) و رادیکالیسم سیاسی بود. وحشت سرخ دوم بر اثرات کمونیستی داخلی و خارجی بر جامعه، رسوخ در دولت فدرال ایالات متحده آمریکا، یا هر دو متمرکز بود.